# كربال
الكربال (الاسم العلمي: Ifloga) هو جنس من النباتات يتبع الفصيلة النجمية من رتبة النجميات.

## أنواع الكربال
- كربال مبيض
- كربال بيضوي
- كربال زاحف
- كربال سنبلي
- كربال شاذ
- كربال متكور
- كربال مجدول
- كربال ملتبس
- كربال مفترش